# Columbus Short
Columbus Keith Short, Jr. (Kansas City, Misuri, 19 de septiembre de 1982) es un coreógrafo, actor y cantante estadounidense. El coreografió el Onyx Hotel Tour de Britney Spears y trabajó con Brian Friedman (de So You Think You Can Dance fame). Es más conocido por sus papeles en las películas Stomp the Yard, Cadillac Records, Armored y Los Perdedores. Anteriormente protagonizó un papel regular en el drama de ABC Scandal, como Harrison Wright. El 26 de abril de 2014, se anunció que Short abandonaría Scandal después de tres temporadas con el espectáculo.

## Primeros años y educación
Short nació en Kansas City, Misuri, en el seno de una familia que ha descrito como "musical". Su madre, Janette, tiene una empresa de gestión de talentos. Tiene dos hermanos, John Rancipher y Chris Staples. Short se trasladó a Los Ángeles cuando tenía cinco años e inmediatamente comenzó a trabajar en un teatro juvenil. Asistió a la Escuela Secundaria Marcos De Niza en Tempe, Arizona, así como a la Escuela Secundaria El Segundo y a la Escuela Secundaria de Artes del Condado de Orange, antes de salir para unirse a la gira de Broadway de Stomp.

## Carrera
El debut de Short como bailarín fue en You Got Served y más tarde apareció en Accepted, protagonizada por Justin Long. A continuación, fue el protagonista de la película "Save the Last Dance 2", junto a Izabella Miko y Stomp the Yard. También ha aparecido dos veces en la serie original de Disney Channel That's So Raven como Trey, miembro de la banda de ficción "Boyz n' Motion". Otras apariciones en televisión incluyen ER y Judging Amy.
En 2006, apareció en Studio 60 on the Sunset Strip de NBC como el escritor de espectáculos novato Darius Hawthorne. Fue uno de los presentadores de los Premios de Imagen de la NAACP 2007.
En 2007, Columbus apareció en la película This Christmas, protagonizada también por Chris Brown y Lauren London.
En 2008, Short apareció en la película Quarantine, coprotagonizada por Jay Hernández y Jennifer Carpenter, e interpretó el papel del músico Little Walter en Cadillac Records, junto a Jeffrey Wright, Beyoncé Knowles, y el ganador del Oscar Adrien Brody. En 2010, interpretó "Pooch" en la película The Losers, basada en la novela gráfica, coprotagonizada por Jeffrey Dean Morgan, Chris Evans y Zoe Saldaña, y dirigida por Sylvain White (Stomp The Yard).

## Vida personal
Short se casó con Brandi Short, pero se separó de ella en 2003. Tienen un hijo juntos. Se casó con la bailarina Tanee McCall en 2005. En septiembre de 2013, solicitó el divorcio, y de nuevo el divorcio en abril de 2014. Tienen una hija, Ayala, juntos. En 2016 anunció su compromiso con Aida Abramayan, que anteriormente había sido su publicista. La pareja tiene un hijo llamado Denzel Short que nació a principios de 2017.
Como parte de un acuerdo de declaración de culpabilidad en 2014, Short se declaró culpable de un delito menor de violencia doméstica. Short también evitó la cárcel al no oponerse a un cargo de felonía por asalto después de haberle dado un puñetazo a su suegro. Short dice que se burlaban de él y actuó en defensa propia, y su suegro admitió que se había quitado la camiseta y que estaba preparado para luchar contra Short. En una entrevista con Access Hollywood Live, Short dijo que el abuso de sustancias, tanto el alcoholismo como el uso de cocaína debido al estrés de los problemas familiares y la pérdida personal, lo llevaron a abandonar Scandal.

## Filmografía

### Televisión
| Año       | Título                        | Rol              | Notas                                          |
| --------- | ----------------------------- | ---------------- | ---------------------------------------------- |
| 2005      | ER                            | Loose            | Serie de televisión; episodio: "Skin"          |
| 2005      | Judging Amy                   | Thomas McNab     | Serie de televisión; episodio: "The Paper War" |
| 2005–2006 | That's So Raven               | Trey             | Serie de TV; 2 episodios                       |
| 2006–2007 | Studio 60 on the Sunset Strip | Darius Hawthorne | Serie de televisión; 10 episodios              |
| 2012–2014 | Scandal                       | Harrison Wright  | Serie de televisión; 46 episodios              |

### Películas
| Año  | Título                     | Rol                    | Notas            |
| ---- | -------------------------- | ---------------------- | ---------------- |
| 2004 | You Got Served             | Bailarín               |                  |
| 2005 | La guerra de los mundos    | Soldado                | no acreditado    |
| 2006 | Accepted                   | Hands Holloway         |                  |
| 2006 | Save the Last Dance 2      | Miles Sultana          |                  |
| 2007 | Stomp the Yard             | DJ Williams            |                  |
| 2007 | This Christmas             | Claude Whitfield       |                  |
| 2008 | Quarantine                 | Oficial Danny Wilensky |                  |
| 2008 | Cadillac Records           | Little Walter          |                  |
| 2009 | Whiteout                   | Delfy                  |                  |
| 2009 | Armored                    | Ty Hackett             |                  |
| 2010 | Death at a Funeral         | Jeff Barnes            |                  |
| 2010 | The Losers                 | Pooch                  |                  |
| 2010 | Stomp the Yard: Homecoming | DJ Williams            | Directo al video |
| 2015 | The Girl Is in Trouble     | August                 |                  |
| 2015 | Mr. Right                  | Michael                |                  |
| 2016 | Lucky Girl                 | Dillon                 |                  |
| 2016 | True to the Game           | Quadir Richards        |                  |
| 2017 | American Violence          | Ben Woods              |                  |
| 2018 | Armed                      | Turell                 |                  |
| 2019 | Atone                      | White                  |                  |

## Premios y nominaciones
- Premios Black Reel
  - 2008, Mejor Conjunto: Cadillac Records (Ganador)
  - 2008, Mejor Desempeño de Avance: Cadillac Records (Nominado)
- Image Awards
  - 2009, Actor secundario sobresaliente en una película: Cadillac Records (Ganador)
  - 2008, Actor Destacado en una Película: Stomp the Yard (Nominado)
- MTV Movie Awards
  - 2007, Breakthrough Performance: Stomp the Yard (Nominado)
  - 2007, Mejor Beso: Stomp the Yard con Meagan Good (Nominado)
- Teen Choice Awards
  - 2007, Mejor Baile: Stomp the Yard (Nominado)